# Gulkana River
Der Gulkana River ist ein etwa 95 Kilometer langer rechter Nebenfluss des Copper River im Süden des US-Bundesstaats Alaska.

## Verlauf
Der Gulkana River bildet 8 km nördlich von Paxson den Abfluss des Summit Lake. Er fließt in südlicher Richtung. Dabei durchfließt er den Paxson Lake und mündet südlich von Gulkana in den Copper River. Der Richardson Highway und die Trans-Alaska-Pipeline verlaufen über weite Strecken parallel zum Fluss.

## Name
Der Name „Gulkana“ hat seinen Ursprung in der Bezeichnung der Ureinwohner Alaskas für den Fluss. Oscar Rohn notierte den Namen 1899 als „Kulkana“. Die heutige Schreibweise wurde von W. R. Abercrombie, einem Hauptmann der United States Army, eingeführt. Henry Tureman Allen hatte 1885 die Bezeichnung „Tonkina“ gemeldet.

## Naturschutz
Einige Teile des Gulkana River wurden 1980 durch den Alaska National Interest Lands Conservation Act als National Wild and Scenic River unter die Verwaltung des Bureau of Land Management gestellt.

## Zuflüsse

### Middle Fork Gulkana River
Der Middle Fork Gulkana River ist ein etwa 62 km langer rechter Nebenfluss des Gulkana River. Er entspringt 10 km südwestlich des Dickey Lake auf einer Höhe von etwa 975 m. Der Middle Fork Gulkana River fließt in überwiegend östlicher Richtung. Bei Flusskilometer 43 liegt der See Dickey Lake am Flusslauf. Der Middle Fork Gulkana River mündet in den Gulkana River, 4 km unterhalb dessen Ausfluss aus dem Paxson Lake.

### West Fork Gulkana River
Der West Fork Gulkana River ist ein etwa 149 km langer rechter Nebenfluss des Gulkana River. Er entspringt in einem Höhenrücken südlich des Monsoon Lake auf einer Höhe von etwa 1000 m. Der West Fork Gulkana River durchfließt den Monsoon Lake in westlicher Richtung und fließt anschließend etwa 20 km nach Süden, bevor er sich nach Osten und wenig später in Richtung Ostsüdost wendet. Im Mittel- und Unterlauf weist der Fluss zahlreiche enge Flussschlingen auf. Er trifft schließlich auf den von Norden heranströmenden Gulkana River.